# Louise Brooks
Louise Brooks, nata Mary Louise Brooks (Cherryvale, 14 novembre 1906 – Rochester, 8 agosto 1985), è stata un'attrice, ballerina e showgirl statunitense attiva tra il 1923 e il 1938. Nell'ultima parte della sua vita lavorò anche come scrittrice e critica cinematografica. È stata talvolta indicata come la prima stella della storia del cinema.

## Biografia
Nata in provincia e figlia di un avvocato, studiò alla scuola di danza Denishawn con i pionieri della danza moderna Ruth St. Denis e Ted Shawn. Dissidi di carattere personale tra la Brooks e la St. Denis nel 1924 causarono il licenziamento di Louise dalla compagnia annessa alla scuola. La St. Denis la licenziò davanti agli altri membri della troupe dicendole: «Ti mando via dalla compagnia perché tu vuoi la vita servita su un piatto d'argento». Grazie all'amica Barbara Bennett (sorella di Constance e Joan), trovò immediatamente un'altra scrittura come ballerina di fila nel musical Scandals di George White, finendo poi per debuttare come ballerina a Broadway nel 1925 con le Ziegfeld Follies.

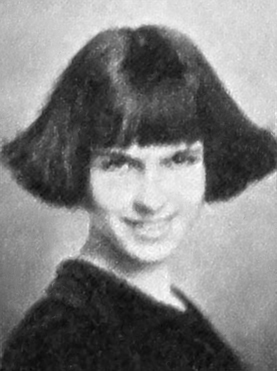
Louise Brooks alle scuole superiori (1922)

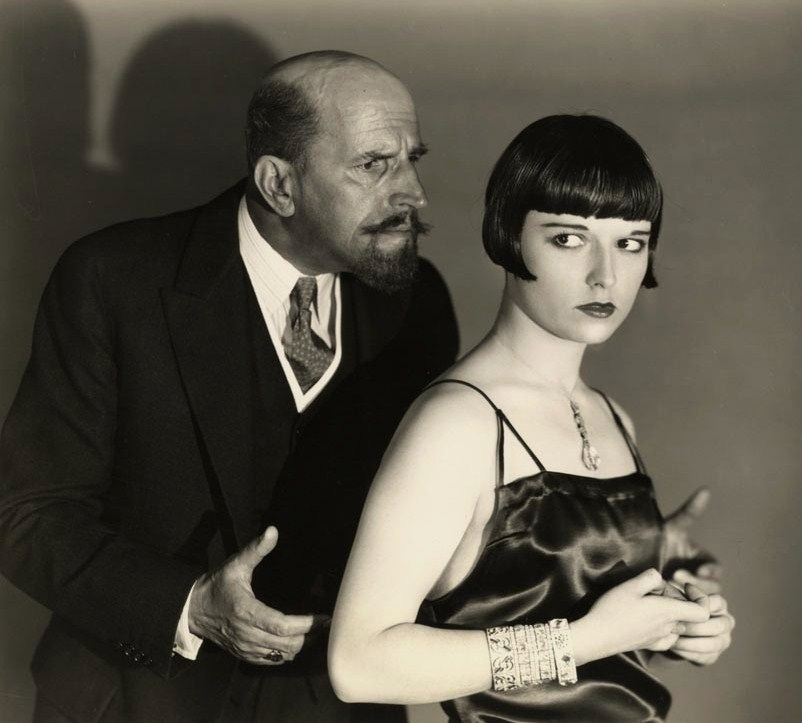
La canarina assassinata con Gustav von Seyffertitz (1929)

All'età di nove anni un vicino abusò sessualmente di lei. L'episodio ebbe conseguenze cruciali sulla vita e carriera future della Brooks, portandola a confessare negli anni seguenti di essere incapace di provare sentimenti di vero amore, e che la violenza subita aveva avuto molto a che fare con la formazione del suo atteggiamento verso il sesso: «Per me, gli uomini carini, gentili, non sono abbastanza – deve sempre esserci un elemento di dominazione nel rapporto». Quando la Brooks raccontò alla madre dell'incidente, molti anni dopo, ella le disse che probabilmente la violenza era stata colpa sua, in quanto "aveva provocato l'uomo".
Come risultato del suo lavoro nelle Follies, attirò l'attenzione del produttore della Paramount Pictures Walter Wanger, che le fece firmare un contratto di cinque anni con lo studio nel 1925. Negli Stati Uniti, lavorò per il cinema con Howard Hawks nel 1928 in Capitan Barbablù e in Francia nel 1930 in Miss Europa di Augusto Genina.
Di temperamento chiuso e per certi versi difficile, Louise Brooks espresse al meglio la sua vocazione artistica in Germania grazie al regista Georg Wilhelm Pabst, che le affidò due personaggi dotati di sensuale carisma: una giovane libera e disinibita, costretta da circostanze avverse a diventare una prostituta, in Il vaso di Pandora (1929) e nel Diario di una donna perduta (1929). L'interpretazione di questi film, ispirati dalla "tragedia mostruosa" di Wedekind (composta da Lo spirito della Terra e Il vaso di Pandora), la rese l'incarnazione moderna del mito della donna fatale: sensuale, provocante, amorale e pericolosa, ma allo stesso tempo infantile, innocente e pura. Il personaggio di Lulù de Il vaso di Pandora cominciò a far presa sull'immaginario collettivo.
Dopo la parentesi all'estero rientrò in patria e, per guadagnarsi da vivere, iniziò a frequentare i night club dove lavorò come ballerina, recitò in film western minori, lavorò per un periodo in radio e infine fu commessa del grande magazzino Macy's. Dopo la riscoperta dei suoi film di muto in Europa avvenuta tardivamente, scoprì di possedere una vena letteraria e iniziò a collaborare a riviste cinematografiche, raccogliendo in un libro, Lulù in Hollywood, i suoi saggi sul cinema muto. Riguardo al suo amore per la letteratura, era solita dire che la sua passione per i libri l'aveva resa l'idiota più erudita del mondo.
Morì nel 1985, sola e dimenticata, per un attacco di cuore.

### Carriera cinematografica in America

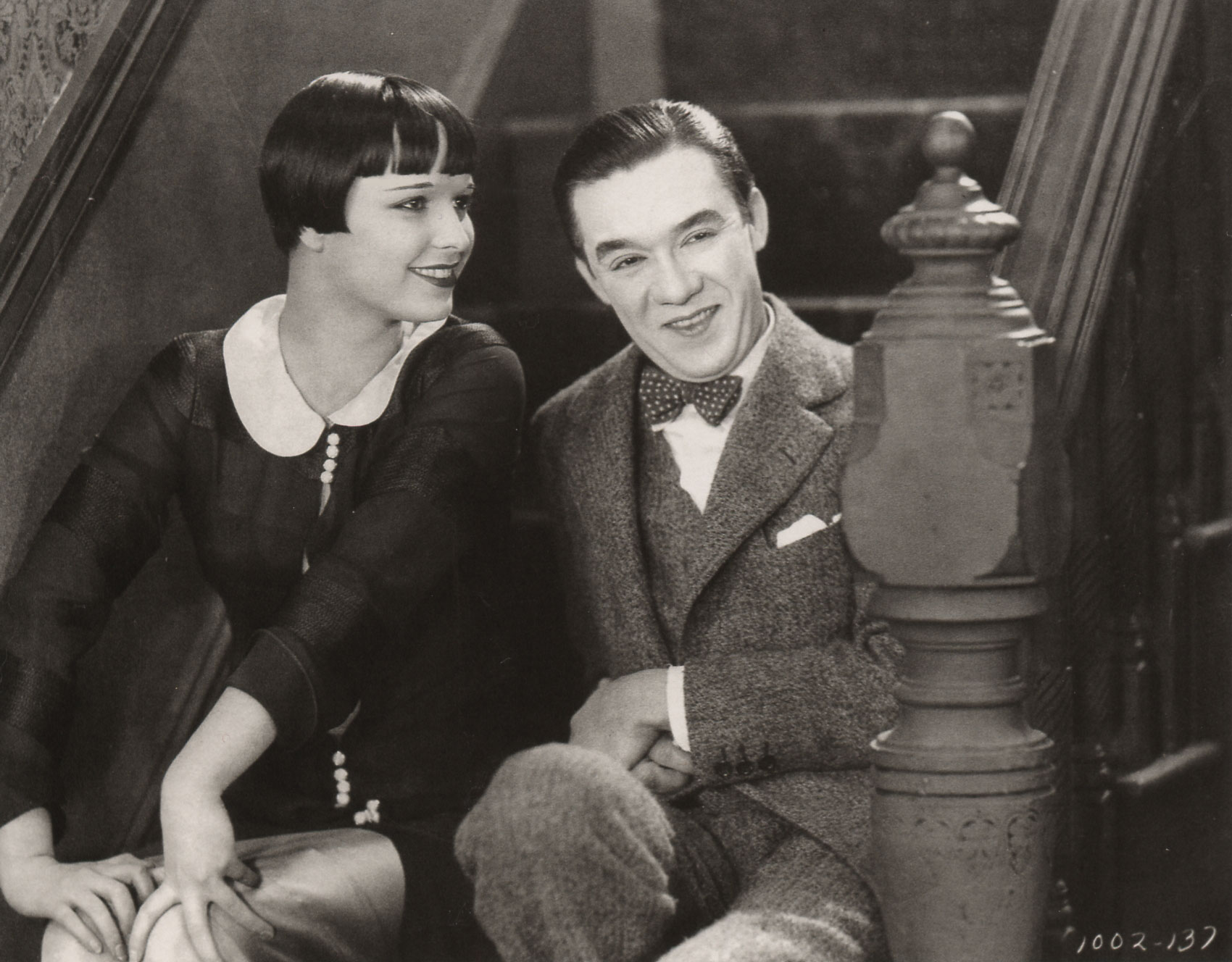
Louise Brooks e Ford Sterling in The Show Off (1926)

Louise Brooks debuttò sullo schermo nel 1925 nel film The Street of Forgotten Men, in un ruolo non accreditato. Ben presto, tuttavia, si guadagnò il ruolo di protagonista in svariate commedie leggere dell'epoca, recitando con, tra gli altri, Adolphe Menjou e W. C. Fields. Divenne nota in Europa per il suo ruolo da "vamp" nel film Capitan Barbablù (A Girl in Every Port), diretto da Howard Hawks nel 1928.
In questo periodo della sua vita, divenne ricca e famosa, iniziando a frequentare abitualmente il miliardario William Randolph Hearst, e diventando amica intima di altre star di Hollywood come Charlie Chaplin (con il quale ebbe anche una fugace relazione). Il suo caratteristico taglio di capelli a caschetto fece epoca e stabilì una moda; molte donne iniziarono a portare i capelli come lei, inclusa l'attrice Colleen Moore. Poco tempo dopo aver recitato nel film Beggars of Life, stanca dell'ambiente di Hollywood, Brooks rescisse il contratto con la Paramount, per trasferirsi in Europa a lavorare con il regista austriaco Georg Wilhelm Pabst, importante figura di quelle correnti cinematografiche chiamate Espressionismo e Nuova oggettività.
La Paramount cercò di convincere l'attrice, dato l'avvento del sonoro al cinema, a doppiare se stessa nel film La canarina assassinata (1929), ma ella rifiutò categoricamente, venendo irrimediabilmente messa sulla lista degli indesiderabili dalla compagnia cinematografica, cosa che le avrebbe creato non pochi problemi nel caso avesse voluto tornare a recitare a Hollywood. L'attrice Margaret Livingston venne quindi assunta per doppiare la Brooks nel film, e lo studio giustificò il tutto dichiarando che la vera voce della Brooks non era adatta ai film sonori.

### Carriera cinematografica in Europa
Giunta in Germania, nel 1929 recitò nel film muto Il vaso di Pandora, per la regia di Georg Wilhelm Pabst. La pellicola, basata sulle piece teatrali Lo spirito della Terra e Il vaso di Pandora di Frank Wedekind, vide la Brooks interpretare il ruolo della protagonista, Lulù. Questo film si rivelò opera importante per il tratteggio di moderni atteggiamenti sessuali, inclusa una delle primissime rappresentazioni al cinema di una lesbica. Successivamente Brooks recitò nel controverso dramma sociale Diario di una donna perduta (1929), tratto dal romanzo di Margarete Böhme e diretto anch'esso da Pabst, e in Miss Europa (1930) del regista italiano Augusto Genina. Tutti questi film furono pesantemente censurati, considerati scioccanti per l'epoca a causa della loro rappresentazione "adulta" di tematiche quali la sessualità e la satira sociale.

### Carriera successiva
Quando tornò negli Stati Uniti a Hollywood nel 1931, Brooks entrò nel cast di due produzioni mainstream: God's Gift to Women (1931) e It Pays to Advertise (1931). Le sue performance d'attrice in questi film furono però quasi del tutto ignorate, ed i ruoli a lei offerti iniziarono a scarseggiare.
Nonostante ciò, William A. Wellman, che l'aveva già diretta in Beggars of Life, le offrì il ruolo principale nel suo nuovo film, Nemico pubblico con James Cagney. Tuttavia, Brooks rifiutò la parte per andare a trovare a New York il suo amante dell'epoca, George Preston Marshall, e il ruolo andò a Jean Harlow, che conquistò il successo proprio grazie ad esso. Secondo il biografo ufficiale della Brooks, Barry Paris, "rifiutare la parte in Nemico pubblico sancì la vera fine della carriera d'attrice di Louise Brooks". L'attrice girò ancora un altro film prima di ritirarsi, una commedia breve intitolata Windy Riley Goes Hollywood (1931), diretta dal "rinnegato" di Hollywood Roscoe "Fatty" Arbuckle sotto lo pseudonimo "William Goodrich".
Louise Brooks dichiarò bancarotta nel 1932 e fu costretta a ballare nei night club per guadagnarsi da vivere. Tentò un ritorno sullo schermo nel 1936, con una piccola parte nel film western Empty Saddles. In seguito apparve in altri due film, tra i quali Overland Stage Raiders (1938) con John Wayne, un western di serie B. Abbandonata la carriera cinematografica, dopo uno sfortunato tentativo di aprire uno studio di danza, Brooks lavorò brevemente come attrice radiofonica e scrittrice di gossip, per poi passare a un impiego come commessa in un negozio sulla Fifth Avenue a New York City.

### La riscoperta tardiva
(Henri Langlois, 1953)
Negli anni cinquanta, la critica francese iniziò a riscoprire i suoi film, proclamandola attrice in grado di superare persino icone cinematografiche del calibro di Marlene Dietrich e Greta Garbo. Questa tendenza portò alla progressiva rivalutazione della carriera di Louise Brooks con proiezioni dei suoi film nei festival cinematografici europei, e alla completa riabilitazione in patria dove divenne una delle più celebri attrici del muto.
In questo periodo, James Card, curatore cinematografico della George Eastman House, scoprì che la Brooks viveva da reclusa a New York City, e la convinse a scrivere circa le sue esperienze passate. Con il suo aiuto, l'ex diva divenne una stimata critica cinematografica. Una raccolta dei suoi scritti, intitolata Lulu in Hollywood, venne pubblicata nel 1982.

## Vita privata

### Matrimoni e relazioni
Nell'estate del 1926, Louise Brooks sposò Eddie Sutherland, il regista del film che ella aveva girato con W.C. Fields, ma già nel 1927 si era "innamorata terribilmente" di George Preston Marshall, proprietario di una catena di lavanderie e futuro presidente dei Washington Redskins. Divorziò quindi da Sutherland nel giugno del 1928.
Nel 1933 si risposò in seconde nozze con il milionario di Chicago Deering Davis, ma lo abbandonò bruscamente dopo soli cinque mesi di matrimonio, "senza nemmeno dirgli addio". La coppia divorziò ufficialmente nel 1938.
Tra i suoi numerosi amanti figurò anche un giovane William S. Paley, fondatore della CBS. 
Non ebbe figli.

### Sessualità
Per sua stessa ammissione, Louise Brooks fu una donna "sessualmente libera", vogliosa di sperimentare, priva di remore nel posare senza veli per foto di nudo artistico. 
Le sue tante relazioni sentimentali con svariate personalità del mondo del cinema furono leggendarie all'epoca, anche se molte di esse furono probabilmente frutto di esagerazione.
La Brooks si divertiva ad incoraggiare le speculazioni circa il suo ambiguo orientamento sessuale, coltivando amicizie con lesbiche dichiarate e donne bisessuali, incluse Pepi Lederer e Peggy Fears. Ammise di aver avuto qualche rapporto omosessuale, inclusa una notte di sesso con Greta Garbo che, a posteriori, descrisse come "mascolina, ma affascinante e tenera". Nonostante ciò, la Brooks si considerò sempre eterosessuale.

## Morte
L'8 agosto 1985, all'età di 78 anni, Louise Brooks fu rinvenuta cadavere nel suo appartamento, vittima di un infarto dopo aver sofferto per molti anni di artrite ed enfisema polmonare. 
È sepolta nell'Holy Sepulchre Cemetery di Rochester, New York.

## Fonte di ispirazione
- Lo scrittore argentino Adolfo Bioy Casares si è ispirato a Louise Brooks per la figura di Faustine, protagonista del suo romanzo L'invenzione di Morel.
- Il fumettista Guido Crepax si ispirò a Louise Brooks per disegnare la sua Valentina.
- Il fumettista Hugo Pratt realizzò un ritratto ad acquarello dell'attrice, intitolato appunto Louise Brooks. Inoltre, nella storia a fumetti Favola di Venezia, Pratt disegnò il personaggio di Louise Brookszowyc, chiaramente ispirato all'attrice.
- Anche il fumettista Attilio Micheluzzi prese in prestito le fattezze dell'attrice per il suo personaggio più celebre, la femme fatale Petra Chérie.
- La canzone Lulù e Marlene dei Litfiba, contenuta nell'album del 1985 Desaparecido, è dedicata a Louise Brooks.
- Nel videoclip della canzone del 1985 It Hurts dei Lotus Eaters sono inserite varie scene da film con Louise Brooks.
- Il gruppo musicale inglese OMD, nel 1991 ha dedicato a Louise Brooks la canzone e il relativo videoclip Pandora's Box, all'interno dell'album Sugar Tax.

## Filmografia parziale
- The American Venus, regia di Frank Tuttle (1926)
- Love 'Em and Leave 'Em, regia di Frank Tuttle (1926)
- A Social Celebrity, regia di Malcolm St. Clair (1926)
- It's the Old Army Game, regia di A. Edward Sutherland (1926)
- The Show Off, regia di Malcolm St. Clair (1926)
- Just Another Blonde, regia di Alfred Santell (1926)
- Rolled Stockings, regia di Richard Rosson (1927)
- Now We're in the Air, regia di Frank R. Strayer (1927)
- The City Gone Wild, regia di James Cruze (1927)
- Capitan Barbablù (A Girl in Every Port), regia di Howard Hawks (1928)
- I mendicanti della vita (Beggars of Life), regia di William A. Wellman (1928)
- La canarina assassinata (The Canary Murder Case), regia di Malcolm St. Clair e Frank Tuttle (1929)
- Il vaso di Pandora (Die Büchse der Pandora), regia di Georg Wilhelm Pabst (1929)
- Diario di una donna perduta (Tagebuch einer Verlorenen), regia di Georg Wilhelm Pabst (1929)
- Miss Europa (Prix de beauté), regia di Augusto Genina (1930)
- Windy Riley Goes Hollywood, regia di Roscoe Arbuckle (1931)
- Empty Saddles, regia di Lesley Selander (1936)
- Overland Stage Raiders, regia di George Sherman (1938)

### Film o documentari dove appare Louise Brooks
- The Casting Couch, regia di John Sealey - Video con filmati di repertorio (1995)